# Mortal Engines: Krieg der Städte
Mortal Engines: Krieg der Städte (Originaltitel: Mortal Engines) ist ein neuseeländisch-amerikanischer Spielfilm des Regisseurs Christian Rivers aus dem Jahr 2018. Er basiert auf dem gleichnamigen postapokalyptischen Roman von Philip Reeve. Der Film kam am 13. Dezember 2018 in die deutschen und am darauffolgenden Tag in die US-amerikanischen Kinos.

## Handlung
Die Handlung findet in einer postapokalyptischen Zukunft statt, in der die Ressourcen der Erde fast aufgebraucht sind und Städte in fahrende Festungen umgewandelt wurden. Anfang des 3. Jahrtausends, tausend Jahre vor den Geschehnissen des Films, hatte sich die bestehende Zivilisation im sogenannten 60-Minuten-Krieg selbst zerstört.
Raubstädte wie London jagen und zerlegen kleinere Städte und Handelsposten, um sich die wertvollen Rohstoffe zu eigen zu machen. Doch dieses auf einer Ideologie namens „Städtedarwinismus“ basierende System gerät an seine Grenzen, da die riesige Stadt durch die immer seltener werdende Beute kurz vor dem eigenen Ende steht. Ein Ausweg könnten die Ressourcen einer in Asien gelegenen Zivilisation fester Siedlungen sein. Diese sind als Anti-Traktionisten-Liga im Kampf gegen die Raubstädte vereint und durch eine große Mauer geschützt, an der bereits andere fahrende Städte gescheitert sind.
Der Archäologie-Lehrling Tom Natsworthy lebt auf London. Er verhindert den Mordanschlag der maskierten jungen Frau Hester Shaw auf den Stellvertretenden Bürgermeister und Leiter der Archäologengilde Thaddeus Valentine. Der verhinderten Mörderin gelingt die Flucht aus der Stadt, nicht ohne Tom den Grund für ihr Handeln anzudeuten. Daraufhin wird Tom von Thaddeus aus Angst vor diesem Wissen von Bord geworfen. Im Laufe des Films stellt sich heraus, dass Thaddeus der Vater von Hester ist und deren Mutter umgebracht hat, um an eine gewaltige Waffe zu gelangen.
Mit dieser Waffe steuert er London zum großen Wall, um diesen zu zerstören. Die anfängliche Zweckgemeinschaft Hester und Tom findet den Kontakt zu den Bewohnern hinter der Mauer und versucht, den Angriff abzuwehren, bei dem die militärischen Einsatzkräfte der Verteidiger bereits vernichtet wurden. Ein Deaktivierungscode für die zerstörerische Waffe, den Hester von ihrer sterbenden Mutter bekommen hat, soll die Raubstadt aufhalten. In einem Himmelfahrtskommando dringen sie in London ein, können den bereits schwer geschädigten Wall vor der kompletten Zerstörung bewahren und außerdem den Antrieb Londons zerstören. Die Raubstadt kommt kurz vor dem Wall zum Stillstand, sie ist am Ende. Ihre Bewohner werden von der Bevölkerung der festen Städte verschont und human aufgenommen, während Hester und Tom gemeinsam beschließen, mit dem Luftschiff der Rebellin Anna Fang durch die Welt zu reisen.

## Produktion
Der Film basiert auf einem gleichnamigen Roman von Philip Reeve, der den Auftakt einer Romanserie darstellt, die in einer dystopischen Zukunft spielt, in der ein Kampf um Ressourcen stattfindet.
Regie führte Christian Rivers. Das Drehbuch schrieb Produzent Peter Jackson gemeinsam mit Fran Walsh und Philippa Boyens, mit denen er bereits für die Herr-der-Ringe-Filme zusammengearbeitet hatte.
Der irische Schauspieler Robert Sheehan übernahm im Film die Hauptrolle. Weiter arbeitete Jackson bei dem Projekt mit einigen Schauspielern zusammen, die er bereits für die Herr-der-Ringe- und die Hobbit-Trilogie besetzte. Dazu zählen etwa Hugo Weaving, Mark Hadlow, Stephen Ure oder Mark Mitchinson.
Am 19. Juli 2017 verkündete Reeve, dass die Dreharbeiten abgeschlossen wurden. Als Kameramann fungierte Simon Raby.
Die Filmmusik wurde von Tom Holkenborg aka Junkie XL komponiert. Der Soundtrack zum Film, der insgesamt 20 Musikstücke umfasst, wurde am 14. Dezember 2018 von Back Lot Music als Download veröffentlicht.
Die Weltpremiere war am 27. November 2018 in London. Der Film kam am 13. Dezember 2018 in die deutschen und am darauf folgenden Tag in die US-amerikanischen Kinos.  Seit 18. August 2020 ist er über Amazon Prime verfügbar.

## Synchronisation
Die deutschsprachige Synchronisation entstand bei FFS Film- & Fernseh-Synchron in Berlin nach einem Dialogbuch und unter der Dialogregie von Björn Schalla.
| Rolle               | Schauspieler     | Synchronsprecher     |
| ------------------- | ---------------- | -------------------- |
| Thaddeus Valentine  | Hugo Weaving     | Wolfgang Condrus     |
| Hester Shaw         | Hera Hilmar      | Alice Bauer          |
| Anna Fang           | Jihae Kim        | Vera Teltz           |
| Tom Natsworthy      | Robert Sheehan   | Amadeus Strobl       |
| Katherine Valentine | Leila George     | Lara Trautmann       |
| Pandora Shaw        | Caren Pistorius  | Gundi Eberhard       |
| Shrike              | Stephen Lang     | Milton Welsh         |
| Yasmina Rashid      | Frankie Adams    | Flavia Vinzens       |
| Chudleigh Pomeroy   | Colin Salmon     | Leon Boden           |
| Capt. Khora         | Regé-Jean Page   | René Dawn-Claude     |
| Dietrich            | Paul Yates       | Hanns-Jörg Krumpholz |
| Dr. Twix            | Sarah Peirse     | Silke Matthias       |
| Magnus Crome        | Patrick Malahide | Hans Bayer           |
| Vambrace            | Mark Mitchinson  | Erich Räuker         |
| Professor Arkenroth | Terry Norrid     | Freimut Götsch       |

## Altersfreigabe
In den USA wurde der Film von der MPAA als PG-13 eingestuft. In Deutschland wurde der Film von der FSK ab 12 Jahren freigegeben.

## Rezeption

### Kritik
Laut Lexikon des internationalen Films „glänzt [der Film] durch eine furiose Visualisierung der Zukunftswelt und charismatisch besetzte Figuren, lässt den Protagonisten wie dem Setting durch einen hektischen, wenig originellen Actionplot aber zu wenig Zeit zur Entfaltung.“
Die Rezensionssammlung Rotten Tomatoes listet 124 Kritiken, von denen 27 % positiv ausfallen. Die Durchschnittsbewertung liegt bei 5 von 10 Punkten.

### Einspielergebnis
Bei einem geschätzten Budget von 100 Millionen Dollar konnten im nordamerikanischen Kinomarkt lediglich 16 Millionen Dollar eingenommen werden, was den 114. Platz in der Liste der erfolgreichsten Filme des Jahres 2018 in den Vereinigten Staaten bedeutet. Weltweit konnten Einnahmen von über 83 Millionen Dollar und damit nur der 78. Platz der erfolgreichsten Filme des Jahres 2018 erreicht werden.

### Auszeichnungen
Anfang Dezember 2018 wurde bekannt, dass sich der Film in der Vorauswahl für die Oscarverleihung 2019 in der Kategorie Beste visuelle Effekte befindet. Eine Oscar-Nominierung gab es letztlich jedoch nicht. Im Rahmen der Visual Effects Society Awards 2019 wurde er für die Darstellung von London in der Kategorie Model in a Photoreal or Animated Project ausgezeichnet.